# All romà
L'all romà (Allium rotundum), és una espècie de planta bulbosa geòfita del gènere Allium, pertanyent a la família de les amaril·lidàcies. També rep els noms de porradell i porro bord i la variant lingüística pòrrec.

## Morfologia
Allium rotundum pot atènyer fins a un metre d'altura. Amb bulb solitari, d'ovoide a globós, coriaci, llis i de color grisenca. Amb bulbs petits aguts i de color negra, de 1 i 13 amb petits peduncles. Tija circular i massissa. Té entre 2 a 5 fulles, cadascuna de les quals té un diàmetre de 2–8 mm finament denticulades. Forma una inflorescència umbel·lada, esfèrica i densa. El periant és ovoide, amb tèpals lliures de color vermell fosc i porpra, amb un període de floració és entre maig i juny. anteres 1 × 0,8 mm, grogues o purpúries. Ovari 2 mm, ovoide, llis, no crestat; estil 0,9–2 mm; estigma sencer. Càpsula 3,1-5,4 × 3,3-4,8 mm, amb 1 o 2 llavors per lócul. Llavors 2 mm, ± irregularment ovado-anguloses, sense eleosoma.

## Ecologia
És una espècie euroasiàtica i del nord d'Àfrica. La seva gamma nativa s'estén d'Espanya i el Marroc fins a l'Iran i la Rússia europea. Està escassament naturalitzat en parts dels Estats Units. Zones calcàries, vessants argilencs, platges i sorres entre 0 i 1.400 m d'altura sobre el nivell del mar. Herbassars subnitròfils

## Taxonomia
A. rotundum va ser descrit per Carl von Linné a: Species Plantarum ed. 2, 1.423. 1762.
- L’Allium rotundum descrit per All. és l’Allium acutiflorum de Loisel.
- L’Allium rotundum descrit per Wimm. & Grab. correspon al Allium vineale L.

Sinonímia
NOTA: Els noms que presenten vincles sinònims en altres espècies: 
- Allium ampeloprasum subsp. paterfamilias
- Allium baumannianum
- Allium cambiasii
- Allium cilicicum
- Allium descendens
- Allium erectum
- Allium gracilescens
- Allium graminifolium
- Allium jajlae
- Allium jajlae var. baidarense
- Allium paterfamilias
- Allium porphyroprasum
- Allium preslianum
- Allium rodundum
- Allium rotundifolium
- Allium rotundum subsp. erectum
- Allium rotundum subsp. jajlae
- Allium rotundum subsp. waldsteinii
- Allium rotundum var. cambiasii
- Allium rotundum var. erectum
- Allium rotundum var. grandiflorum
- Allium rotundum var. melleum
- Allium rotundum var. porphyroprasum
- Allium rotundum var. reichenbachianum
- Allium rotundum var. rubicundum
- Allium rubicundum
- Allium scariosum
- Allium scorodoprasum subsp. jajlae
- Allium scorodoprasum subsp. rotundum
- Allium scorodoprasum subsp. waldsteinii
- Allium tmoleum
- Allium waldsteinianum
- Allium waldsteinii
- Porrum polyanthum
- Porrum rotundum

## Usos
A Turquia, tant les fulles com el bulb d'aquesta planta es mengen bullits o crus i s'utilitzen com a espècies per als menjars.

## Composició
Maisashvili et al. (2009a) identificaren set sapogenines i saponines a A. rotundum. Isollats i estudiats compostos fenòlics, en particular, flavonoides i cumarines, es va trobar quercetina, luteolina, apigenina, hiperina, cinaròsids, Apigenin-7-O-ß-D-glucopyranoside, umbel·liferona i escopoletina en les parts aèries d'A. rotundum. Maisashvili et al. (2009b) va determinar carotenoides i aminoàcids, i va trobar ßcarotè (38 % de la massa total de carotenoides), violaxantina (7,8 %), flavoxantina (10,2 %), luteïna (16,5 %), rubixantina (16,1 %) i zeaxantina (9,1 %), i vuit aminoàcids lliures, serina (3,8 %) (calculat per pes assecat a l'aire de la matèria primera), valina (2,9 %), àcid aspàrtic (9,1 %), metionina (1,8 %), histidina (1,4 %), α-alanina (5,2 %), lisina (3,1 %) i prolina (2.8 %).